# Iglesia armenia de Gheorgheni

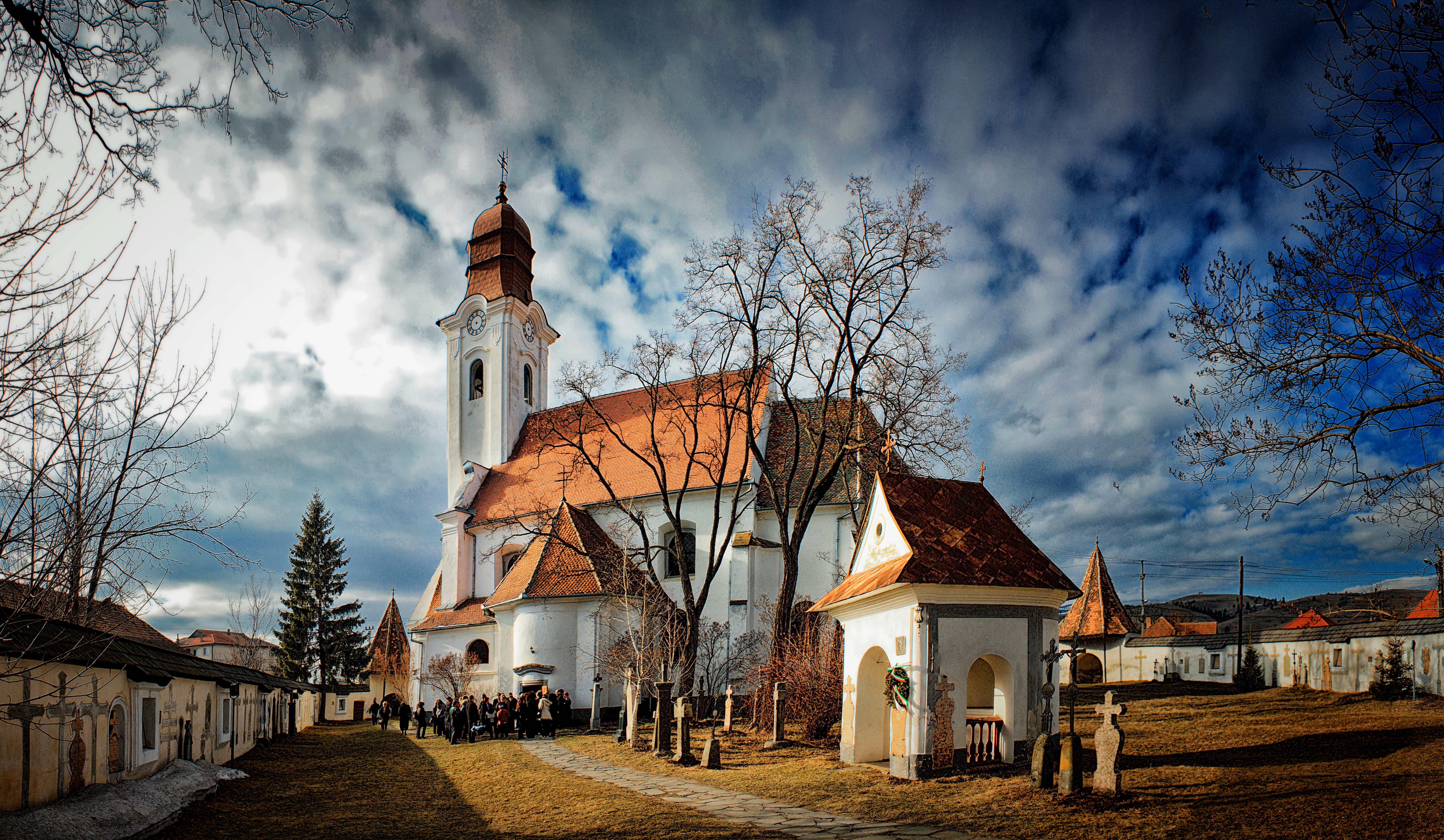
Otra vista

La iglesia armenia ( en rumano: Biserica armeano-catolică Nașterea Maicii Domnului  ) es una iglesia católica armenia ubicada la calle Biserica Armeană en Gheorgheni, Rumania. Está dedicado a la Natividad de María y forma parte del Ordinariato de los Católicos de Rito Armenio en Rumanía.

## Historia
Los armenios llegaron por primera vez a Gheorgheni, entonces como parte del Principado de Transilvania, durante el siglo XVII: posiblemente dos hermanos llegaron en 1654, o un grupo en 1688. Al principio, sus servicios religiosos se celebraban en casas particulares alquiladas. En 1613, un párroco católico había establecido un cementerio para extranjeros detrás de la antigua capilla gótica que databa de alrededor de 1450. En 1698, el vicario del obispo cedió el cementerio a los armenios, que compraron la capilla en 1712 al prelado György Mártonffy por 120 forints. En lugar de la capilla, construyeron una iglesia más grande para la creciente comunidad armenia, pero después de que ésta también resultara demasiado pequeña, eligieron un nuevo emplazamiento para una iglesia en 1729. A la derecha de la entrada principal, hay una placa con una inscripción en armenio que indica que los armenios que se establecieron en la ciudad en 1688 construyeron la iglesia de estilo barroco en 1733 y que fue bendecida en 1772 por Antal Bajtay, obispo católico de Transilvania, en honor a la Natividad de María. Las obras fueron supervisadas por un sacerdote de rito armenio y se financiaron principalmente con aportaciones de asociaciones religiosas. La iglesia está rodeada por un muro almenado y fortificado que ahora incluye las quince estaciones del Vía Crucis. El terreno para la imponente casa parroquial se compró en 1768. En 1780 se construyó una casa para el cantor en el patio de la iglesia y, cerca del límite del terreno, una casa para el campanero. La iglesia posee valiosos libros y numerosas obras de arte.
La iglesia se renovó por completo en 1889. A finales del siglo XIX, adquirió vidrieras y un órgano, mientras que el cementerio fue renovado y la casa parroquial restaurada. Los armenios locales fundaron una escuela en 1794 y mantuvieron un gimnasio, pero el descenso de la población hizo que la escuela cerrara a principios de la década de 1880. Las obras de restauración de la iglesia y los edificios anexos comenzaron en 2003; se inventariaron los libros antiguos y se catalogó el archivo.
La iglesia está catalogada como monumento histórico por el Ministerio de Cultura y Asuntos Religiosos de Rumania, al igual que la capilla de 1650 y el muro circundante de 1748.